# Schneider 105 mm L Mle 1936
Il Canon de 105 L Modèle 1936 Schneider era un cannone campale pesante francese, impiegato durante la seconda guerra mondiale. Allo scoppio della seconda guerra mondiale, nel 1939, l'Armée de terre schierava 159 pezzi. Dopo la resa della Francia nel 1940, pezzi di preda bellica vennero reimmessi in servizio dalla Wehrmacht come 10,5 cm schwere Kanone 332(f) ed utilizzati per la difesa costiera. Il cannone venne realizzato in due versioni, una per il traino meccanico da parte di trattori d'artiglieria, dotata di ruote in acciaio e pneumatici, e una per traino animale con ruote a razze in legno.